# Момотов (село)
Момотов (рос. Момотов) — село у Павловському районі Воронезької області Російської Федерації.
Населення становить 370 осіб. Входить до складу муніципального утворення Красне сільське поселення.

## Історія
Населений пункт розташований у межах суцільної української етнічної території, на теренах Східної Слобожанщини.
Від 1928 року належить до Павловського району, спочатку у складі Центрально-Чорноземної області, а від 1934 року — Воронезької області.
Згідно із законом від 15 жовтня 2004 року входить до складу муніципального утворення Красне сільське поселення.

## Населення
| 1900 | 1980 | 2007 | 2009 | 2010 |
| ---- | ---- | ---- | ---- | ---- |
| 4    | ↗412 | ↘387 | ↘375 | ↘370 |